# 빌리 카이서
빌리 카이서(독일어: Willy Kaiser, 1912년 1월 16일 ~ 1986년 7월 24일)는 독일의 권투 선수로 1936년 하계 올림픽에 출전했다.
카이서는 독일 제국 포센주 포비에지스카에서 태어났다. 그는 1936년 올림픽 복싱 플라이급 결승전에서 가비노 마타를 제치고 금메달을 땄다.

## 참조
- 프로파일